# Malchor
Malchor är ett berg i Tjeckien. Det ligger i regionen Mähren-Schlesien, i den östra delen av landet. Toppen på Malchor är 1 219 meter över havet.